# Waltham (Lincolnshire)
Waltham è un villaggio e parrocchia civile dell'Inghilterra, appartenente alla contea del Lincolnshire.